# بودل ستنسن ليث
بودل ستنسن ليث (بالدنماركية: Bodil Steensen-Leth)‏ (و. 1945 – م) هي كاتبة سيناريو، وكاتبة، وناقدة أدبية من الدنمارك. ولدت في سفينبورغ.

## وصلات خارجية
- بودل ستنسن ليث على موقع IMDb (الإنجليزية)
- بودل ستنسن ليث على موقع قاعدة بيانات الأفلام السويدية (السويدية)
- بودل ستنسن ليث على موقع قاعدة بيانات الفيلم (الإنجليزية)
- بودل ستنسن ليث على موقع كينوبويسك (الروسية)